# Ceylonthelphusa cavatrix
Ceylonthelphusa cavatrix е вид ракообразно от семейство Gecarcinucidae. Видът е застрашен от изчезване.

## Разпространение
Разпространен е в Шри Ланка.